# دهه ۱۳۰۰ (خورشیدی)
دهه ۱۳۰۰ صد و سی‌اُمین دهه تقویم هجری خورشیدی است.

## رویدادها
- ۱۳۰۰ - پایان همه‌گیری آنفولانزای اسپانیایی
- ۱۳۰۴ - انحلال سلسله قاجاریه و برکناری احمد شاه و تغییر سلطنت از خاندان قاجار به پهلوی و پادشاهی رضا شاه
- ۱۳۰۵ - ساخت راه‌آهن سراسری ایران
- ۱۳۰۹ - تولید و نمایش اولین فیلم سینمای ایران آبی و رابی